# Olmsteadita
L'olmsteadita és un mineral de la classe dels fosfats. Va ser anomenada en honor de Milo C. Olmstead (1909-2005), col·leccionista aficionat de minerals microscòpics, que va cridar l'atenció sobre aquest mineral.

## Característiques
L'olmsteadita és un fosfat de fórmula química KFe2+
2NbO₂(PO₄)₂·2H₂O. Cristal·litza en el sistema ortoròmbic. Els cristalls són prismàtics, allargats al llarg de [010], de gruixuts i tabulars paral·lelament a {100} a prims i tabulars paral·lelament a {001}, de fins a 1 mm. La seva duresa a l'escala de Mohs és 4.
Segons la classificació de Nickel-Strunz, l'olmsteadita pertany a «08.DJ: Fosfats, etc, amb cations de mida mitjana i gran, (OH, etc.):RO₄ = 1:1» juntament amb els següents minerals: johnwalkita, gatumbaïta, camgasita, fosfofibrita, meurigita-K, meurigita-Na, jungita, wycheproofita, ercitita, mrazekita i attikaïta.

## Formació i jaciments
L'olmsteadita és un mineral rar que es forma presumiblement per lixiviació hidrotermal de fosfats primaris i columbita-tantalita en pegmatites de granit complexes. Va ser descoberta a la mina Big Chief, al comtat de Pennington (Dakota del Sud, Estats Units). També ha estat descrita a la mina White Cap, al mateix comtat.
Sol trobar-se associada a altres minerals com: siderita, quars i rockbridgeïta.